# Battaglia di Burkersdorf
La battaglia di Burkersdorf venne combattuta il 21 luglio 1762 nei pressi di Burkersdorf in Slesia (oggi Burkatów in Polonia) tra le forze del Regno di Prussia al comando del re Federico II e quelle della Monarchia asburgica agli ordini del maresciallo Leopold Joseph Daun.
Le forze di Federico attaccarono l'armata austriaca trincerata su una serie di colline a protezione della strategica fortezza slesiana di Schweidnitz; mentre parte della sua armata compiva una manovra diversiva sul fronte delle posizioni austriache, Federico lanciò un aggiramento dell'ala destra della linea di Daun, lasciata troppo scoperta: dopo una serie di duri scontri i prussiani riuscirono quindi ad aggirare le posizioni nemiche e a mettere in rotta l'armata austriaca.

## Antefatti
Alla fine del 1761, la guerra dei sette anni volgeva al peggio per la Prussia di re Federico II. Il conflitto vedeva il piccolo regno prussiano opporsi a una coalizione composta da Austria, Sacro Romano Impero, Impero russo, Regno di Francia e Svezia, ritrovandosi quindi praticamente circondato da nemici; l'abilità tattica di Federico e il perfetto addestramento delle sue truppe avevano consentito ai prussiani di tenere testa alle armate dei coalizzati, ma le continue perdite avevano ormai logorato il pur formidabile esercito prussiano. La situazione era tale che nel 1761 Federico, contrariamente agli altri anni, non intraprese manovre offensive per cercare una battaglia campale decisiva ma preferì trincerarsi in un campo fortificato nei dintorni di Bunzelwitz, e qui attendere il nemico preservando le sue sparute forze.
Incomprensioni e contrasti in seno agli alti comandi degli austro-russi non portarono ad alcun attacco al campo di Bunzelwitz, ma nondimeno i coalizzati seppero infliggere altre sconfitte ai prussiani: sfruttando una disattenzione di Federico, il 30 settembre le truppe austriache del generale Ernst Gideon von Laudon catturarono con un assalto l'importante fortezza di Schweidnitz in Slesia a poca distanza dai trinceramenti di Bunzelwitz, mentre il 16 dicembre una forza russo-svedese conquistò al termine di un lungo assedio la piazzaforte di Kolberg in Pomerania. Ad aggravare la situazione, un cambio di governo nel Regno di Gran Bretagna, l'unico importante alleato rimasto a Federico, portò alla cancellazione del generoso sussidio annuo pagato dai britannici per mantenere in efficienza l'esercito prussiano.
La situazione mutò del tutto inaspettatamente nei primi giorni del nuovo anno. Il 5 gennaio 1762 la zarina Elisabetta di Russia morì e al suo posto sul trono salì lo zar Pietro III, un sincero ammiratore di Federico; in quello che fu definito come il "Miracolo della casata di Brandeburgo", lo zar Pietro si affrettò a intavolare trattative di pace con i prussiani: il trattato di San Pietroburgo del 5 maggio 1762 sancì non solo la cessazione delle ostilità tra Russia e Prussia, ma anche lo stabilirsi di un'alleanza in chiave anti-austriaca tra le due nazioni. Presagendo il mutare della situazione bellica, anche la Svezia si affrettò a siglare, il 22 maggio, una pace separata con la Prussia. Con i francesi efficacemente contrastati nella Germania nord-occidentale dalle forze anglo-tedesche alleate dei prussiani, Federico poteva ora sperare di ribaltare la situazione della guerra cercando e vincendo una battaglia decisiva contro gli austriaci.
La riconquista di Schweidnitz divenne per Federico un importante obiettivo strategico, in particolare per avvantaggiarsi al tavolo delle trattative di pace che ormai si stavano sempre più avvicinando. Per tutta l'estate l'esercito di Federico, spalleggiato da un'armata russa di 20 000 uomini al comando del generale Zachar Grigor'evič Černyšëv, manovrò nei dintorni di Schweidnitz per cercare di scacciare dalle sue posizioni l'armata austriaca del maresciallo Leopold Joseph Daun che proteggeva a distanza la città; per la metà di luglio i russo-prussiani avevano rioccupato il vecchio campo di Bunzelwitz, mentre gli austriaci di Daun erano attestati in posizione difensiva nei pressi del villaggio di Burkersdorf a poca distanza. Il 18 luglio, tuttavia, Černyšëv informò Federico che tutte le forze russe si sarebbero immediatamente ritirate dalle operazioni belliche in corso e avrebbero fatto ritorno in patria: un colpo di stato a San Pietroburgo aveva portato alla deposizione dello zar Pietro e la nuova monarca, la zarina Caterina II, aveva deciso di far cessare la partecipazione della Russia alla guerra. Dopo lunghi negoziati, Federico ottenne da Černyšëv una dilazione di tre giorni per la partenza delle forze russe mentre i prussiani andavano radunandosi per un assalto alle postazioni austriache a Burkersdorf.

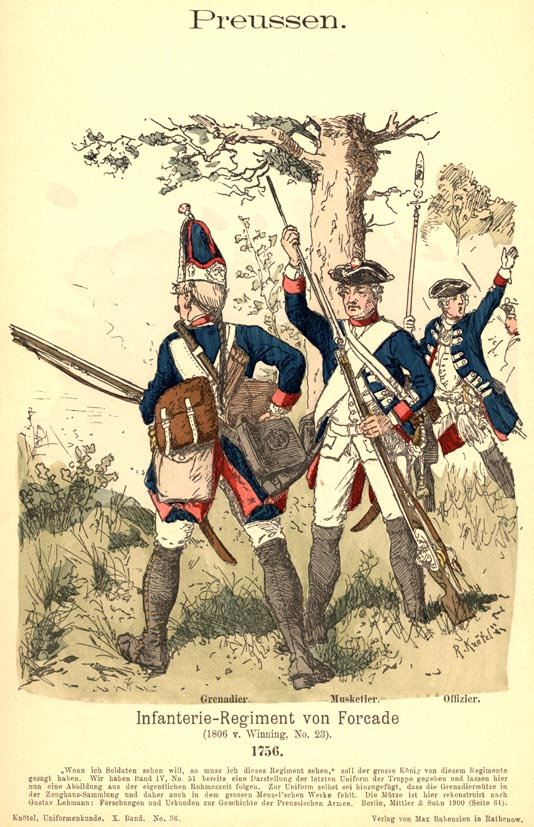
Granatieri e fucilieri prussiani della guerra dei sette anni in una tavola uniformologica opera di Richard Knötel

## La battaglia
Le principali forze austriache del maresciallo Daun, ammontanti a circa 45 000 uomini, erano attestate in una valle tra i villaggi di Dittmannsdorf e Reussendorf a sud-ovest di Burkersdorf, protette da una serie di postazioni fortificate, trincee e abbattute; la linea austriaca si piegava poi ad angolo retto sulle colline dietro l'abitato di Burkersdorf andando ad ancorarsi al villaggio di Ludwigsdorf, formando una sorta di L rovesciata. L'intenzione di Federico fu di bloccare il fronte delle posizioni austriache tra Dittmannsdorf e Reussendorf tramite una dimostrazione di forze intrapresa dai russi di Černyšëv (che si sarebbero limitati a schierarsi in ordine di battaglia davanti al nemico senza però tentare di attaccarlo) e da alcuni reparti prussiani agli ordini dei generali von Manteuffel e Ramin; le forze principali prussiane, al comando dello stesso monarca, avrebbero invece tentato di aggirare l'estrema ala destra austriaca muovendo sul villaggio di Leutmannsdorf a sud-est di Burkersdorf per poi piegare all'interno verso i villaggi di Ludwigsdorf e Ober Weistritz. In totale i prussiani potevano mettere in campo circa 40 000 uomini.
A causa delle forti piogge, all'ala sinistra prussiana incaricata della manovra di aggiramento, formata dai reparti agli ordini del generale Wied, occorsero tre giorni per raggiungere le posizioni di partenza in vista dell'attacco; nel frattempo, nel pomeriggio del 20 luglio reparti prussiani agli ordini del generale Möllendorf scacciarono i reparti austriaci d'avanguardia dal castello di Burkersdorf, a nord-est del villaggio, e vi piazzarono una batteria di 55 cannoni per appoggiare l'imminente attacco all'ala destra di Daun. La mattina del 21 luglio, con le truppe di Wied finalmente in posizione, Federico ordinò l'inizio dell'attacco.

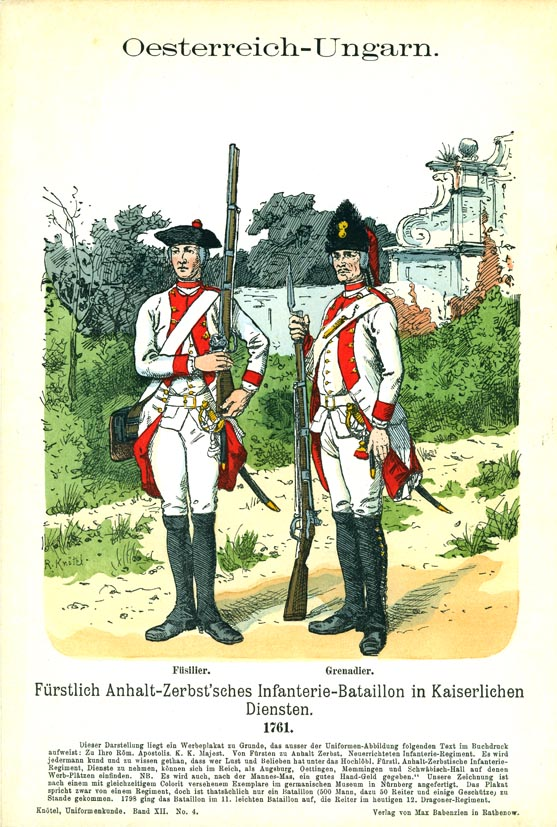
Fanteria austriaca del 1761 in una tavola di Knötel: a sinistra un fuciliere, a destra un granatiere

La fanteria prussiana si mosse in avanti per prendere possesso del villaggio di Leutmannsdorf e del poco distante Ober Leutmannsdorf, confidando nell'esiguità dei reparti austriaci schierati all'estrema ala destra dell'armata di Daun; il maresciallo austriaco, tuttavia, aveva richiamato a suo rinforzo il corpo di truppe del generale Brentano precedentemente distaccato dall'armata principale, inviandolo proprio a puntellare la sua fragile ala destra: i primi battaglioni di Brentano arrivarono a Ober Leutmannsdorf giusto in tempo per bloccare la manovra dei prussiani. Ne seguì un duro scontro, finché altri reparti prussiani gettati nella mischia da Federico non riuscirono a scacciare gli austriaci dal villaggio.
Respinti i rinforzi di Brentano, due reggimenti prussiani furono inviati ad assaltare le colline tenute dagli austriaci nei dintorni del villaggio di Ludwigsdorf con l'appoggio della batteria di cannoni appostata al castello di Burkersdorf; due reggimenti di corazzieri austriaci tentarono di contrattaccare, ma furono distrutti dal tiro dei cannoni prussiani prima ancora di potersi schierare in formazione di attacco. La fanteria di Möllendorff si unì all'attacco muovendo da Burkersdorf, infiltrandosi all'interno delle posizioni austriache; con la sua ala destra ormai aggirata, a Daun non restò altro che ordinare una ritirata in direzione di Glatz.

## Conseguenze
La battaglia di Burkersdorf costò agli austriaci 2 500 tra morti, feriti e prigionieri, mentre le forze prussiane registrarono 1 600 tra morti e feriti. Senza più l'armata di Daun a proteggerla, la piazzaforte di Schweidnitz fu posta sotto assedio da parte dei prussiani a partire dal 4 agosto; Daun tentò una manovra per portare soccorso alla città, ma fu efficacemente fronteggiato dall'armata di Federico e dopo una scaramuccia decise di rimanere asserragliato a Glatz senza più fare tentativi di rompere l'assedio. La determinata guarnigione austriaca della fortezza riuscì a resistere fino al 9 ottobre, quando infine Schweidnitz capitolò nelle mani dei prussiani.
Burkersdorf fu l'ultima grande battaglia campale combattuta da Federico II di Prussia. Dopo altri scontri secondari avvenuti in Sassonia alla fine di ottobre, il 24 novembre 1762 austriaci e prussiani siglarono un armistizio per favorire l'avvio dei negoziati di pace, poi apertisi il 30 dicembre nel Palazzo di Hubertusburg presso Wermsdorf in Sassonia; il trattato di Hubertusburg siglato il 15 febbraio 1763 segnò quindi la conclusione delle ostilità tanto tra Austria e Prussia quanto in generale per tutti i partecipanti alla guerra dei sette anni: l'accordo sancì fondamentalmente un ritorno allo status quo ante bellum, confermando alla Prussia i suoi confini prebellici e in particolare il possesso della contesa regione della Slesia.